# Rijksstad Nördlingen
De rijksstad Nördlingen was een tot de Zwabische Kreits behorende rijksstad binnen het Heilige Roomse Rijk.
De plaats wordt voor het eerst vermeld in 898 als de koningshof wordt overgedragen aan de bisschop van Regensburg. In 1215 verwerft keizer Frederik II de hof door een ruilverdrag van Regensburg voor het rijk terug. Tevergeefs proberen de graaf van Oettingen en de hertog van Beieren in het bezit van de heerschappij te komen. Het oudst overgeleverde stadsrecht van Nördlingen dateert uit 1290. Het is al snel een vrije Rijksstad. In 1323 weet de stad het ambt van ambtman aan de graven van Oettingen te ontnemen en in 1383 krijgt de stad dit ambt zelf in bezit. In 1522 wordt de Reformatie ingevoerd.
In de Reichsdeputationshauptschluss van 25 februari 1803 wordt in paragraaf 2 de inlijving bij het keurvorstendom Beieren vastgelegd, die op 1 september 1802 al had plaatsgevonden.
Het gebied van de rijksstad bestond naast de stad zelf uit Enkingen, delen van Nähermemmingen en Herkheim, Goldburghausen, Schweindorf e.a.